# Championnat du Cambodge de football 2019
Navigation
Édition précédente Édition suivante
La saison 2019 du Championnat du Cambodge de football est la trente-cinquième édition du championnat national de première division au Cambodge. Les quatorze meilleurs clubs du pays sont regroupés au sein d'une poule unique et s'affrontent deux fois au cours de la compétition, à domicile et à l'extérieur.
Nagaworld FC est le tenant du titre.

## Les clubs participants
- Electricité du Cambodge FC
- Boeung Ket Angkor
- Soltilo Angkor FC
- Nagaworld FC
- Asia Euro United
- National Defense Ministry FC
- National Police Commissary
- Phnom Penh Crown
- Preah Khan Reach FC nouveau nom de Svay Rieng FC
- Cambodian Tiger FC
- Kirivong Sok Sen Chey FC - promu de D2
- Visakha FC
- Bati Youth Football Academy - promu de D2
- Kampong Cham FC - promu de D2

- Les clubs promus ont été invités par la fédération, comme il n'y a pas de championnat de deuxième division cette saison.
- Bati Youth Football Academy est une équipe de la fédération, de moins de 18 ans, pour permettre aux jeunes de jouer à un niveau plus élevé et de préparer l'équipe aux Jeux d'Asie du Sud-Est.

## Compétition

### Phase régulière
Le classement est établi sur le barème de points classique (victoire à 3 points, match nul à 1, défaite à 0). Pour départager les égalités, on tient d'abord compte de la différence de buts générale, puis du nombre de buts marqués, puis des confrontations directes.
| Rang | Équipe                        | Pts | J  | G  | N | P  | Bp | Bc  | Diff |
| ---- | ----------------------------- | --- | -- | -- | - | -- | -- | --- | ---- |
| 1    | Preah Khan Reach FC           | 65  | 26 | 20 | 5 | 1  | 88 | 20  | +68  |
| 2    | Visakha FC                    | 58  | 26 | 18 | 4 | 4  | 86 | 30  | +56  |
| 3    | Nagaworld FCT                 | 55  | 26 | 17 | 4 | 5  | 80 | 22  | +58  |
| 4    | Boeung Ket AngkorC            | 52  | 26 | 15 | 7 | 4  | 69 | 36  | +33  |
| 5    | Cambodian Tiger FC            | 49  | 26 | 14 | 7 | 5  | 68 | 32  | +36  |
| 6    | Phnom Penh Crown              | 48  | 26 | 15 | 3 | 8  | 94 | 47  | +47  |
| 7    | National Defense Ministry FC  | 38  | 26 | 12 | 2 | 12 | 63 | 50  | +13  |
| 8    | Soltilo Angkor FC             | 35  | 26 | 10 | 5 | 11 | 38 | 40  | -2   |
| 9    | Kirivong Sok Sen Chey FC P    | 34  | 26 | 11 | 1 | 14 | 49 | 39  | +10  |
| 10   | Asia Euro United              | 34  | 26 | 10 | 4 | 12 | 47 | 57  | -10  |
| 11   | National Police Commissary    | 28  | 26 | 8  | 4 | 14 | 58 | 59  | -1   |
| 12   | Electricité du Cambodge FC    | 16  | 26 | 5  | 1 | 20 | 24 | 75  | -51  |
| 13   | Kampong Cham FC P             | 6   | 26 | 2  | 0 | 24 | 10 | 180 | -170 |
| 14   | Bati Youth Football Academy P | 4   | 26 | 1  | 1 | 24 | 25 | 112 | -87  |

|  | Qualification pour l'AFC Cup                              |
|  | Relégation en deuxième division                           |
|  | T : Tenant du titre C : Vainqueur de la Coupe du Cambodge |

- Bati Youth Football Academy est une équipe de la fédération, de moins de 18 ans, elle ne sera pas reléguée cette saison.

## Bilan de la saison
| Championnat du Cambodge de football 2019                             |                                |
| Champion                                                             | Preah Khan Reach FC (2e titre) |
| Coupes et trophées                                                   |                                |
| Vainqueur de la Coupe du Cambodge 2019                               | Boeung Ket Angkor              |
| Qualifications continentales                                         |                                |
| Coupe de l'AFC 2020                                                  | Preah Khan Reach FC            |
| Promotions et relégations                                            |                                |
| Promus en Championnat du Cambodge de football                        | aucun                          |
| Relégués en Championnat du Cambodge de football de deuxième division | Kampong Cham FC                |